# Rosa María Britton
Rosa María Britton   (Chimán, 28 de juliol de 1936 - Ciutat de Panamà, 16 de juliol de 2019) va ser una obstetra i escriptora panamenca.
Estudià medicina a Madrid i Nova York. Va rebre el Premio Ricardo Miró en quatre ocasions.

## Novel·les
- El ataúd de uso, 1982, Panamà.
- El Señor de las lluvias y el viento, 1984, Panamà.
- No pertenezco a este siglo 1991, Panamà.
- Todas íbamos a ser reinas, 1997, Colòmbia.
- Laberintos de orgullo, 2002, Costa Rica.
- Suspiros de fantasmas, 2005, Costa Rica.

## Contes
- ¿Quién inventó el mambo? , 1985, Panamà.
- La muerte tiene dos caras, 1987, Costa Rica.
- Semana de la mujer y otras calamidades, 1995, Espanya.
- La nariz invisible y otros misterios, 2001, Espanya.
- Historia de Mujeres Crueles, Editorial Alfaguara, 2011. ISBN 978-9962-8968-1-4

## Premis
- Premi Ricardo Miró
  - 1982-Novela: El ataúd de uso
  - 1984-Novela: El Señor de las lluvias y el viento
  - 1985-Cuento: ¿Quién inventó el mambo? 
  - 1991-Novela: No pertenezco a este siglo
- Premi Walt Whitman
  - 1987-Cuento: La muerte tiene dos caras